# The Evens
The Evens is een Amerikaans indierock-duo, bestaande uit Ian MacKaye (gitaar en zang) - afkomstig van Fugazi en eerder spelend in Minor Threat - en Amy Farina (drums en zang) - afkomstig van The Warmers. 
The Evens werd in 2001 opgericht nadat Fugazi voor onbepaalde tijd was gestopt. Na veel oefensessies en enkele optredens werd in maart 2005 het debuutalbum The Evens uitgebracht op Dischord Records, het label van MacKaye. The Washington Post omschreef de muziek op het album als "dat wat gebeurt als post-hardcore post-post-hardcore wordt." Een jaar later verscheen de opvolger Get Evens. Het derde album The Odds verscheen in 2012 en werd in recensies zeer geprezen (een Metacritic-score van 82).
De muziek wordt volgens Pitchfork gekenmerkt door veel samenzang, maatschappelijk geëngageerde teksten (vooral van MacKaye) en het precieze maar ongewone drummen van Farina, waarin de downbeat vrijwel ontbreekt, waardoor het ritme wordt bepaald door de baritongitaar van MacKaye.
MacKaye en Farina hebben een relatie, waaruit in 2008 een kind voortkwam.

## Discografie

### Albums
- 2005 - The Evens
- 2006 - Get Evens
- 2012 - The Odds

### Ep's
- 2011 - 2 Songs (7")